# Wartberg im Mürztal
Wartberg im Mürztal là một đô thị thuộc huyện Mürzzuschlag bang Steiermark, nước Áo. Đô thị Wartberg im Mürztal có diện tích 23,68 km², dân số thời điểm cuối năm 2008 là 584 người.